# Вилла Тугендхат
Вилла Тугендат (чеш. Vila Tugendhat) — знаменитая работа немецкого архитектора Людвига Миса ван дер Роэ в городе Брно, Чехия. Считается вехой в развитии архитектуры модернизма. Вилла была построена в 1928—1930 годах для Фрица Тугендхата (нем. Fritz Tugendhat) и его жены Греты. В 2001 году была внесена ЮНЕСКО в список всемирного наследия.

## Описание

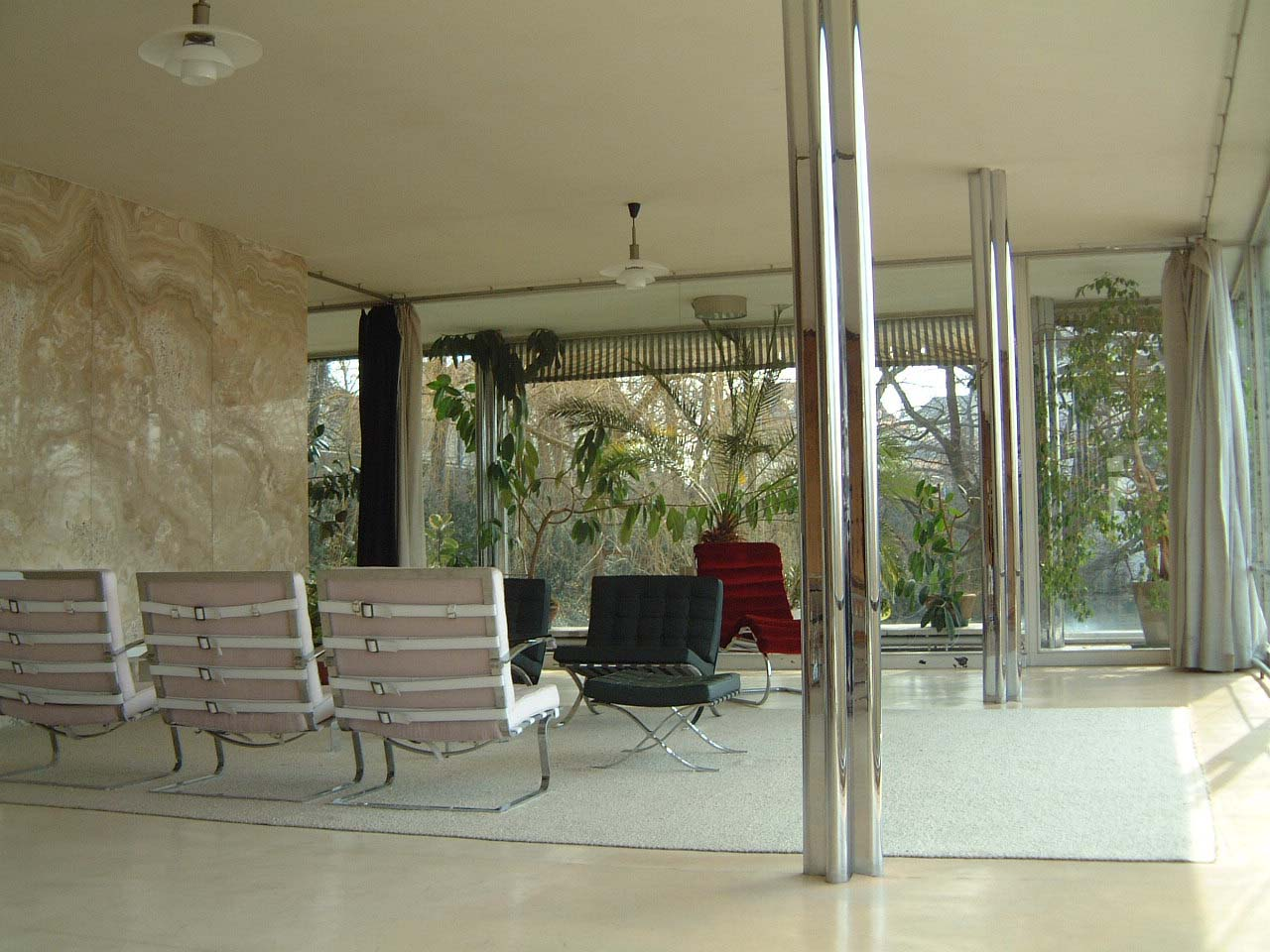
Гостиная. Слева стена из оникса

Вилла является примером функционализма. Мис ван дер Роэ использовал железный каркас, который позволил ему обойтись без поддерживающих стен и тем самым создать внутри здания ощущение объёма и света. Он сам выполнил дизайн всей мебели в здании (при этом два типа кресел, спроектированным им, кресло Тугендхат и кресло Брно, стали выпускаться массово и производятся до сих пор). В вилле не было произведений живописи, и эффект декоративности создавался за счёт материалов с природной текстурой, таких, как оникс и некоторые виды древесины. Стена из оникса пропускает свет и меняет цвет во время заката. Вилла расположена на склоне холма, и архитектору удалось использовать виды, открывающиеся из окна, как целостную часть интерьера.
Вилла Тугендхат представляет собой двухэтажное здание, обращённое на юго-запад. На высоте второго этажа проходит улица (Černopolní), с которой здание, соответственно, выглядит одноэтажным. Первый этаж выходит лишь в парк, расположенный на холме. На втором этаже располагались жилые помещения — для родителей, детей, няни и шофёра, а также входной холл, гараж и терраса. На первом этаже находились гостиные, кухня и комнаты для прислуги. Именно на первом этаже хозяева проводили основное время. В здании имеется также подвальный этаж, занятый подсобными помещениями.
Стоимость строительства виллы была очень высокой по причине использования экзотических материалов, необычного способа строительства, а также новаторской технологии обогрева и вентиляции здания. Для одной семьи дом слишком велик, хотя большая суммарная площадь здания не бросается в глаза из-за удачного его расположения в рельефе.
Владельцы виллы, Фриц и Грета Тугендхат, были еврейского происхождения, и были вынуждены вместе с детьми покинуть Чехословакию в 1938 году, незадолго до ввода немецких войск и раздела страны. После войны они не вернулись в страну. В течение нескольких десятилетий после Второй мировой войны здание виллы использовалось в различных целях, а в 1994 году было открыто для посещения как музей, принадлежащий городу Брно.
1 января 2010 года начались реставрационные работы, в которых вилла давно нуждалась, и здание в связи с этим закрылось для посетителей.
12 марта 2012 года вилла Тугендхад открылась после реставрации.